# Mortugaba
Mortugaba là một đô thị thuộc bang Bahia, Brasil. Đô thị này có diện tích 670,608 km², dân số năm 2007 là 12373 người, mật độ 18,5 người/km².